# Vincenzo Giustiniani (principe di Bassano)
Vincenzo Giustiniani, III principe di Bassano (Roma, 30 agosto 1673 – Roma, 14 marzo 1754), è stato un nobile italiano.

## Biografia
Vincenzo Giustiniani nacque a Roma il 30 agosto 1673, figlio di Carlo Benedetto Giustiniani, erede del principato di Bassano, e di sua moglie, Caterina Gonzaga dei conti di Novellara.
Nel 1679, alla morte del padre, appena trentenne, il giovane Vincenzo si ritrovò a succedergli, sotto la tutela dapprima della nonna Maria Flaminia Pamphili e alla morte di questa, nel 1684, della madre Caterina, sino a quando non raggiunse la maggiore età per gestire autonomamente il proprio patrimonio.
Sin dalla gioventù, Vincenzo si interessò molto anche al mondo letterario, entrando nell'Accademia dell'Arcadia di Roma col nome di Eutimène, giungendo ad ospitare per due anni consecutivi (1705-1706) il concorso letterario dell'accademia nel suo giardino appena fuori Porta Flaminia. Per tale scopo mise a disposizione degli arcadi anche il proprio teatro nella propria residenza di Bassano Romano, fatto realizzare dal padre a metà del Seicento e poi da lui ampiamente rimaneggiato. In questo suo teatro assistette a delle rappresentazioni anche il principe Giacomo Francesco Edoardo Stuart, pretendente al trono di Gran Bretagna per la casata degli Stuart dopo l'esilio del 1688, che fu anche ospite presso la sua residenza romana.
Si dedicò assiduamente anche allo studio della moderna medicina, dilettandosi da speziale e facendosi realizzare appositamente uno studiolo portatile da viaggio dove era possibile raccogliere le erbe, preparare i composti e pesare attentamente gli ingredienti dei medicinali (la cosiddetta Giustiniani medicine chest oggi esposta al Wellcome Museum of the History of Medicine di Londra).
Morì a Roma il 14 marzo 1754.

## Matrimonio e figli
Vincenzo sposò il 15 aprile 1706 la nobildonna Costanza Boncompagni (1687-1768), figlia di Gregorio Boncompagni, V duca di Sora e di Ippolita Ludovisi, principessa di Piombino. La coppia ebbe i seguenti figli:
- Maria Francesca (27 agosto 1707-24 gennaio 1783), sposò nel 1726 Sforza Giuseppe Sforza Cesarini, III principe di Genzano
- Giuseppe (18 gennaio 1710 - 22 dicembre 1741)
- Francesco (22 agosto 1711 - giovane)
- Girolamo Vincenzo (2 settembre 1714-26 febbraio 1757), IV principe di Bassano, sposò nel 1734 Maria Angelica, figlia di Francesco Maria Marescotti Ruspoli, principe di Cerveteri.

## Albero genealogico
|                                                     |                                             |                                           | Genitori                                    |  |  | Nonni |  |  | Bisnonni                     |  |  | Trisnonni                     |  |
|                                                     |                                             |                                           |                                             |  |  |       |  |  | Cassano Giustiniani de Banca |  |  | Andreolo Giustiniani de Banca |  |
|                                                     |                                             |                                           |                                             |  |  |       |  |  | Cassano Giustiniani de Banca |  |  | Andreolo Giustiniani de Banca |  |
|                                                     |                                             | Luchina Giustiniani de Banca              |                                             |  |  |       |  |  | Cassano Giustiniani de Banca |  |  |                               |  |
| Andrea Giustiniani, I principe di Bassano           |                                             |                                           |                                             |  |  |       |  |  | Cassano Giustiniani de Banca |  |  |                               |  |
|                                                     |                                             | Caterina de Bellis                        |                                             |  |  |       |  |  |                              |  |  |                               |  |
|                                                     |                                             |                                           |                                             |  |  |       |  |  |                              |  |  |                               |  |
|                                                     |                                             |                                           |                                             |  |  |       |  |  |                              |  |  |                               |  |
| Carlo Benedetto Giustiniani, II principe di Bassano |                                             |                                           |                                             |  |  |       |  |  |                              |  |  |                               |  |
|                                                     |                                             | Pamphilio Pamphili                        | Camillo Pamphili                            |  |  |       |  |  |                              |  |  |                               |  |
|                                                     |                                             | Pamphilio Pamphili                        | Camillo Pamphili                            |  |  |       |  |  |                              |  |  |                               |  |
|                                                     |                                             | Pamphilio Pamphili                        | Flaminia Cancellieri del Bufalo             |  |  |       |  |  |                              |  |  |                               |  |
| Anna Maria Flaminia Pamphili                        |                                             | Pamphilio Pamphili                        |                                             |  |  |       |  |  |                              |  |  |                               |  |
|                                                     |                                             | Olimpia Maidalchini                       | Sforza Maidalchini                          |  |  |       |  |  |                              |  |  |                               |  |
|                                                     |                                             | Olimpia Maidalchini                       | Sforza Maidalchini                          |  |  |       |  |  |                              |  |  |                               |  |
|                                                     |                                             | Olimpia Maidalchini                       | Vittoria Gualtiero                          |  |  |       |  |  |                              |  |  |                               |  |
| Vincenzo Giustiniani, III principe di Bassano       |                                             | Olimpia Maidalchini                       |                                             |  |  |       |  |  |                              |  |  |                               |  |
|                                                     | Camillo II Gonzaga, VIII conte di Novellara | Alfonso I Gonzaga, V conte di Novellara   |                                             |  |  |       |  |  |                              |  |  |                               |  |
|                                                     | Camillo II Gonzaga, VIII conte di Novellara | Alfonso I Gonzaga, V conte di Novellara   |                                             |  |  |       |  |  |                              |  |  |                               |  |
|                                                     | Camillo II Gonzaga, VIII conte di Novellara | Vittoria da Capua                         |                                             |  |  |       |  |  |                              |  |  |                               |  |
| Alfonso II Gonzaga, IX conte di Novellara           | Camillo II Gonzaga, VIII conte di Novellara |                                           |                                             |  |  |       |  |  |                              |  |  |                               |  |
|                                                     |                                             | Caterina d'Avalos                         | Alfonso Felice d'Avalos, marchese del Vasto |  |  |       |  |  |                              |  |  |                               |  |
|                                                     |                                             | Caterina d'Avalos                         | Alfonso Felice d'Avalos, marchese del Vasto |  |  |       |  |  |                              |  |  |                               |  |
|                                                     |                                             | Caterina d'Avalos                         | Lavinia Feltria della Rovere                |  |  |       |  |  |                              |  |  |                               |  |
| Caterina Gonzaga di Novellara                       |                                             | Caterina d'Avalos                         |                                             |  |  |       |  |  |                              |  |  |                               |  |
|                                                     |                                             | Carlo I Cybo-Malaspina, principe di Massa | Alderano Cybo-Malaspina, principe di Massa  |  |  |       |  |  |                              |  |  |                               |  |
|                                                     |                                             | Carlo I Cybo-Malaspina, principe di Massa | Alderano Cybo-Malaspina, principe di Massa  |  |  |       |  |  |                              |  |  |                               |  |
|                                                     |                                             | Carlo I Cybo-Malaspina, principe di Massa | Marfisa d'Este                              |  |  |       |  |  |                              |  |  |                               |  |
| Ricciarda Cybo Malaspina                            |                                             | Carlo I Cybo-Malaspina, principe di Massa |                                             |  |  |       |  |  |                              |  |  |                               |  |
|                                                     |                                             | Brigida Spinola, patrizia genovese        | Giannettino Spinola, patrizio genovese      |  |  |       |  |  |                              |  |  |                               |  |
|                                                     |                                             | Brigida Spinola, patrizia genovese        | Giannettino Spinola, patrizio genovese      |  |  |       |  |  |                              |  |  |                               |  |
|                                                     |                                             | Brigida Spinola, patrizia genovese        | Diana De Mari, patrizia genovese            |  |  |       |  |  |                              |  |  |                               |  |
|                                                     |                                             | Brigida Spinola, patrizia genovese        |                                             |  |  |       |  |  |                              |  |  |                               |  |